# FBA Type B
Le FBA Type B est un avion militaire de la Première Guerre mondiale produit en France par le constructeur aéronautique Franco-British Aviation Company (FBA).

## Références

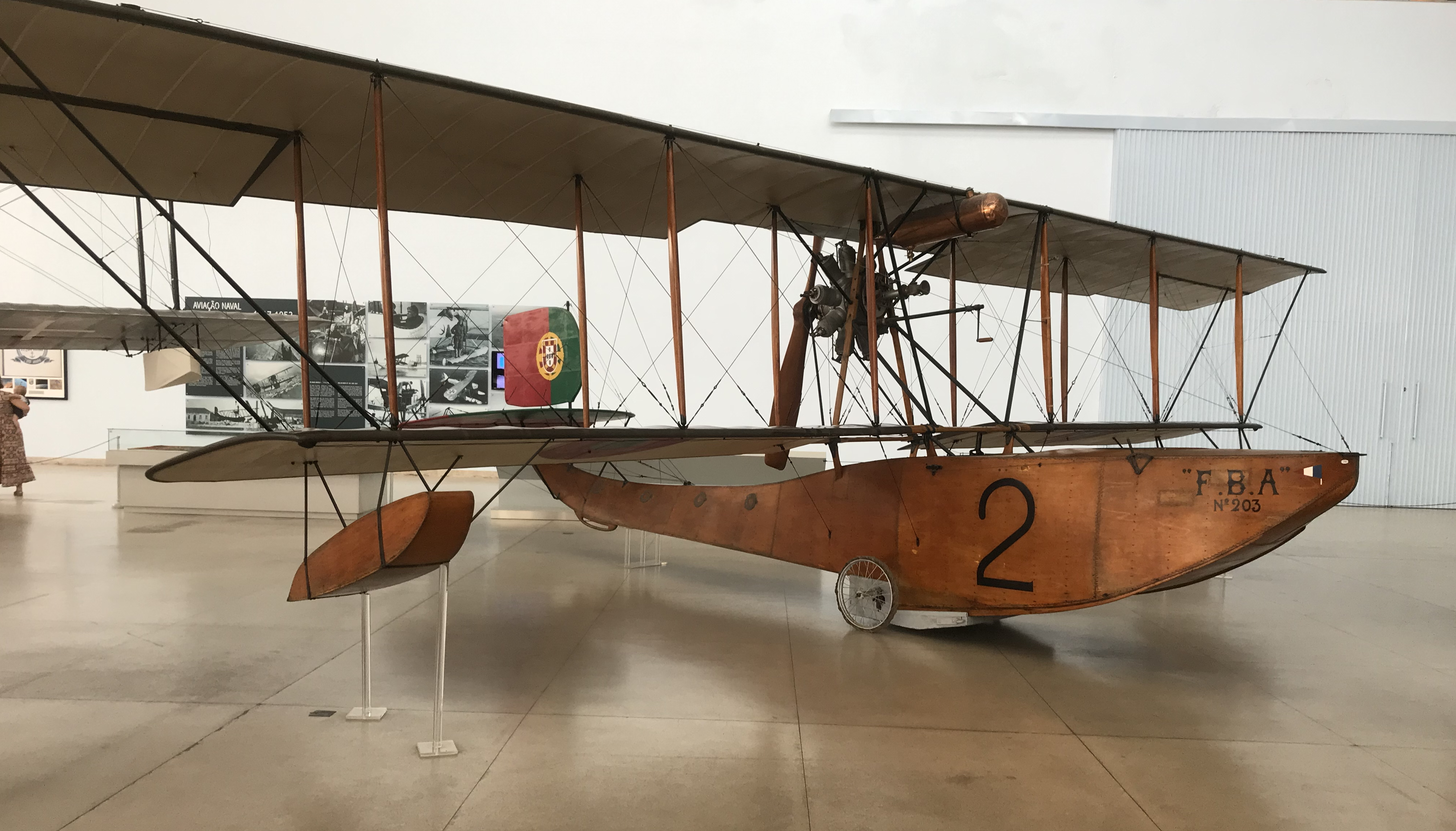
Hydravion FBA Type B. Musée de la marine (Lisbonne)